# Callihormius janzeni
Callihormius janzeni är en stekelart som beskrevs av Marsh 2002. Callihormius janzeni ingår i släktet Callihormius och familjen bracksteklar. Inga underarter finns listade.